# Vital Julian Frey

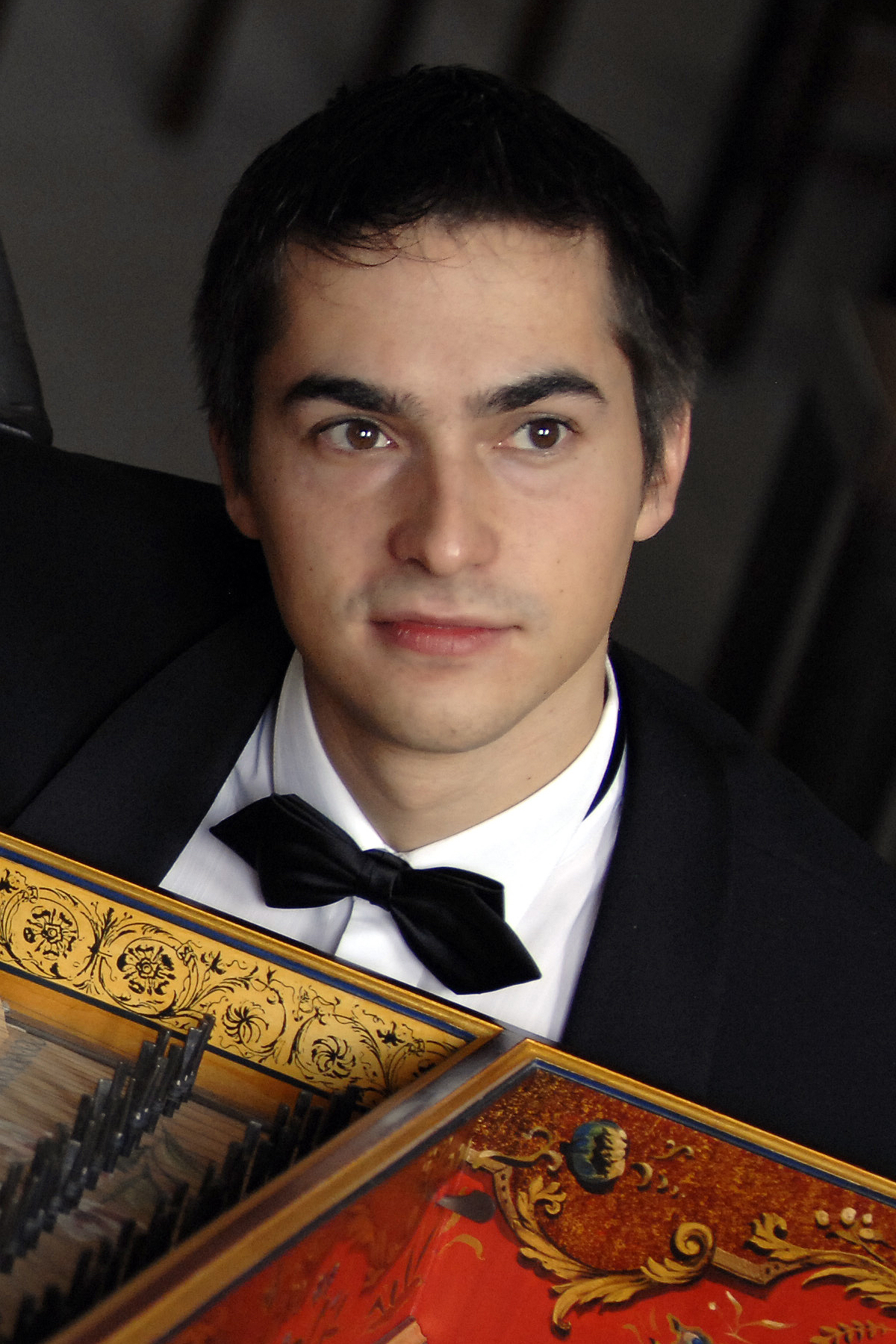
Vital Julian Frey

Vital Julian Frey (* 26. Januar 1979 in Genf) ist ein Schweizer Cembalist.

## Biografie
Vital Julian Frey wurde 1979 in Genf geboren. Er erhielt im Alter von acht Jahren seinen ersten Cembalo-Unterricht. Frey besuchte das Gymnasium Thun. Später studierte er an der Hochschule für Musik Freiburg und an der Hochschule für Musik und Theater München bei Robert Hill und Christine Schornsheim. Er legte dort das Konzert- und das Solistendiplom ab.
Frey gibt Konzerte als Solist mit Orchestern wie den Bamberger Symphonikern, dem Leipziger Concert und Capriccio Basel, kommentierte Kinderkonzerte und Solo-Rezitale im Rahmen international bekannter Konzertreihen und Festivals. Unter diesen sind Menuhin Festival Gstaad, Bachfest Leipzig, Lucerne Festival, MDR-Musiksommer, Bratislava Music Festival, Murtenclassics, Schlosskonzerte Thun, Bamberger Residenzfestival und Thüringer Bachwochen. Als Kammermusiker arbeitet er unter anderem mit  Kristin von der Goltz, Maurice Steger, Sabrina Frey, Christine Schornsheim, Fiorenza de Donatis, Sergio Azzolini und Jörg-Andreas Bötticher zusammen. In seinem Projekt „Experiencia Flamenca“ spielt Vital Julian Frey die erste Flamenco-Suite für Cembalo, die er vom Flamenco-Gitarristen Michio komponieren liess. Er hat mehrere Rundfunk-Aufnahmen eingespielt, unter anderem bei Radio DRS2, Radio Suisse Romande, Saarländischer Rundfunk, SWR 2, BBC, France Musique, Radio Madrid und Bayerischer Rundfunk. Als eine seiner zahlreichen Auszeichnungen erhielt er 2002 von der Accademia Musicale Chigiana di Siena das „Diploma di Merito“.
Ein wichtiges Anliegen ist es ihm, das Cembalo neu in der klassischen Musikszene zu positionieren. Besonders beliebt sind seine Workshops für Kinder und Jugendliche, die er im Rahmen von Konzerten anbietet und mit denen er ihnen einen neuen Zugang zum Cembalo eröffnet hat.
Seit 2016 ist Frey Intendant und künstlerischer Leiter der Bachwochen Thun.
Er lebt mit seiner Familie in Steffisburg.

## Instrument

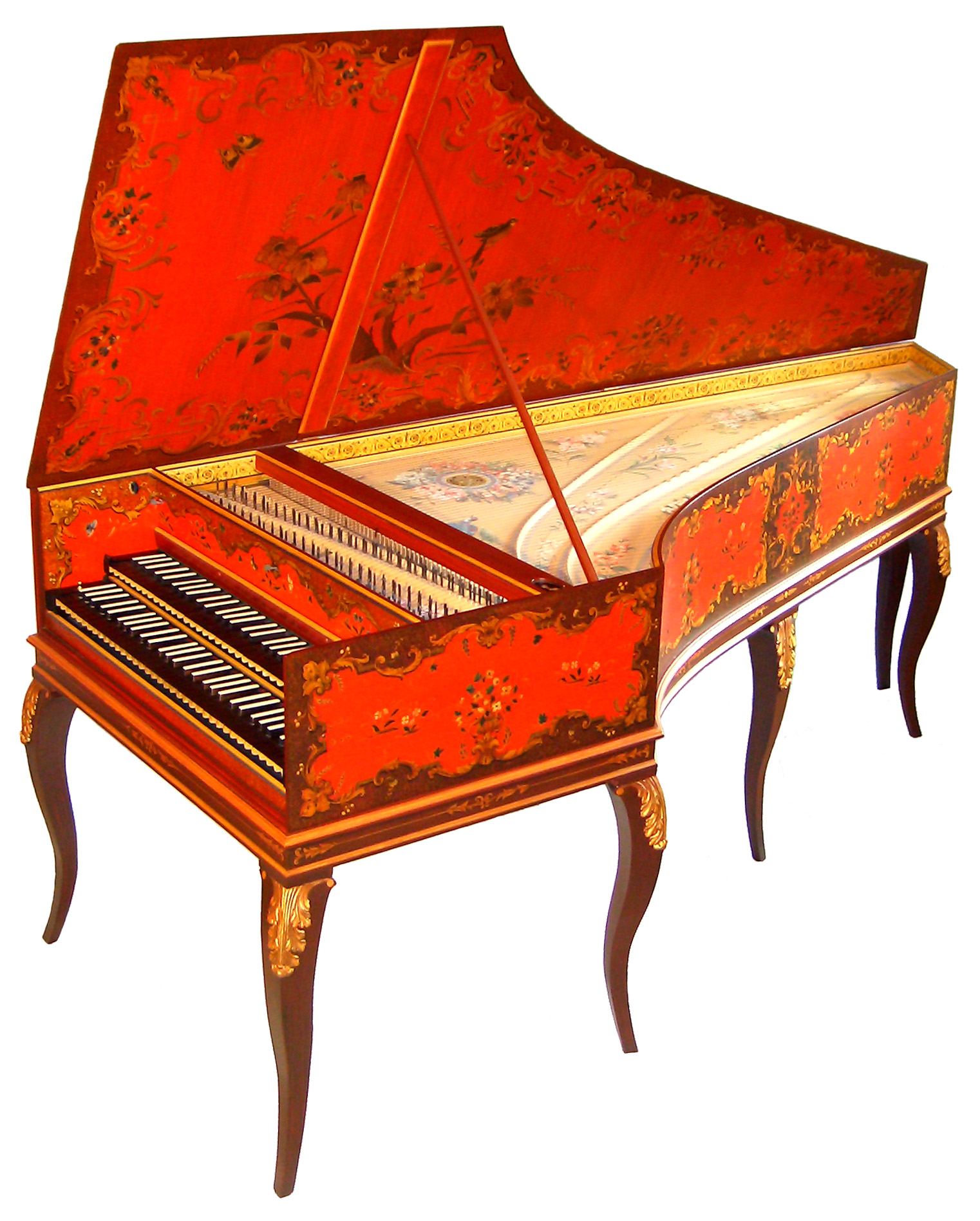
Freys zweimanualiges französisches Cembalo

Vital Julian Frey spielt die meisten Konzerte auf seinem zweimanualigen französischen Cembalo von Andrew Garlick, das nach einem Modell von Jean-Claude Goujon (1749) gebaut wurde.

## Auszeichnungen und Preise
- 2000: Thuner Kulturförderpreis
- 2000: „Ehrenvolle Erwähnung“ beim XIII. Internationalen Cembalo-Wettbewerb Brugge
- 2002: „Diploma di Merito“ der Accademia Musicale Chigiana di Siena
- 2003: Förderpreis Orpheus-Konzerte
- 2005: Coup de Coeur Bern[2]
- 2006: 2. Preis der „New Talent Competition“ der European Broadcasting Union[3]

## Diskografie
- 2007: The Italian Connection. Italienische Instrumentalkonzerte des Barock in der Cembalo-Übertragung von Johann Sebastian Bach. Deutsche Harmonia Mundi (Sony BMG).
- 2020: Bach Trio Sonatas. zusammen mit Kaspar Zehnder (Flöte) und Ana Oltean (Flöte). Ars Produktion Schumacher. Aufnahme vom 11. bis 13. August 2020 im Schloss Burgistein.